# 1 000 kilomètres d'Istanbul 2005
Navigation
Édition suivante
Les 1 000 kilomètres d'Istanbul 2005, disputées le 13 novembre 2005 sur le circuit d'Istanbul, sont la première édition de cette épreuve, et la cinquième et dernière manche des Le Mans Endurance Series 2005.

## Course

### Classement de la course
Classement à l'issue de la course (vainqueurs de catégorie en gras), :
| Pos.   | Catégorie | N° | Écurie                         | Pilotes                                                     | Châssis                     | Pneus | Tours |
| Pos.   | Catégorie | N° | Écurie                         | Pilotes                                                     | Moteur                      | Pneus | Tours |
| ------ | --------- | -- | ------------------------------ | ----------------------------------------------------------- | --------------------------- | ----- | ----- |
| 1      | LMP1      | 17 | Pescarolo Sport                | Emmanuel Collard Jean-Christophe Boullion                   | Pescarolo C60 Hybrid        | M     | 173   |
| 1      | LMP1      | 17 | Pescarolo Sport                | Emmanuel Collard Jean-Christophe Boullion                   | Judd GV5 5.0L V10           | M     | 173   |
| 2      | LMP1      | 4  | Audi PlayStation Team Oreca    | Stéphane Ortelli Allan McNish                               | Audi R8                     | M     | 173   |
| 2      | LMP1      | 4  | Audi PlayStation Team Oreca    | Stéphane Ortelli Allan McNish                               | Audi 3.6L Turbo V8          | M     | 173   |
| 3      | LMP1      | 7  | Creation Autosportif           | Nicolas Minassian Jamie Campbell-Walter Jean-Denis Delétraz | DBA 03S                     | M     | 171   |
| 3      | LMP1      | 7  | Creation Autosportif           | Nicolas Minassian Jamie Campbell-Walter Jean-Denis Delétraz | Judd GV5 5.0L V10           | M     | 171   |
| 4      | LMP1      | 15 | Zytek Motorsport               | Tom Chilton Hayanari Shimoda Casper Elgaard                 | Zytek 04S                   | M     | 171   |
| 4      | LMP1      | 15 | Zytek Motorsport               | Tom Chilton Hayanari Shimoda Casper Elgaard                 | Zytek ZG3448 3.4L V8        | M     | 171   |
| 5      | LMP1      | 9  | Team Jota                      | Gregor Fisken Sam Hancock Jason Tahincioglu                 | Zytek 04S                   | D     | 169   |
| 5      | LMP1      | 9  | Team Jota                      | Gregor Fisken Sam Hancock Jason Tahincioglu                 | Zytek ZG348 3.4L V8         | D     | 169   |
| 6      | LMP2      | 25 | RML                            | Mike Newton Thomas Erdos                                    | MG-Lola EX264               | M     | 164   |
| 6      | LMP2      | 25 | RML                            | Mike Newton Thomas Erdos                                    | MG (AER) XP20 2.0L Turbo I4 | M     | 164   |
| 7      | LMP2      | 39 | Chamberlain Synergy Motorsport | Gareth Evans Guy Smith Peter Owen                           | Lola B05/40                 | D     | 164   |
| 7      | LMP2      | 39 | Chamberlain Synergy Motorsport | Gareth Evans Guy Smith Peter Owen                           | AER P07 2.0L Turbo I4       | D     | 164   |
| 8      | LMP1      | 8  | Rollcentre Racing              | Martin Short João Barbosa Vanina Ickx                       | Dallara SP1                 | M     | 164   |
| 8      | LMP1      | 8  | Rollcentre Racing              | Martin Short João Barbosa Vanina Ickx                       | Judd GV4 4.0L V10           | M     | 164   |
| 9      | LMP2      | 27 | Horag Lista Racing             | Didier Theys Thed Björk                                     | Lola B05/40                 | M     | 163   |
| 9      | LMP2      | 27 | Horag Lista Racing             | Didier Theys Thed Björk                                     | Judd XV675 3.4L V8          | M     | 163   |
| 10     | GT1       | 51 | BMS Scuderia Italia            | Michele Bartyan Christian Pescatori Toni Seiler             | Ferrari 550 GTS Maranello   | P     | 161   |
| 10     | GT1       | 51 | BMS Scuderia Italia            | Michele Bartyan Christian Pescatori Toni Seiler             | Ferrari 5.9L V12            | P     | 161   |
| 11     | LMP2      | 32 | Team Barazi                    | Juan Barazi Michael Vergers                                 | Courage C65                 | ?     | 160   |
| 11     | LMP2      | 32 | Team Barazi                    | Juan Barazi Michael Vergers                                 | AER P07 2.0L Turbo I4       | ?     | 160   |
| 12     | GT1       | 52 | BMS Scuderia Italia            | Matteo Cressoni Fabio Babini Miguel Ramos                   | Ferrari 550 GTS Maranello   | P     | 160   |
| 12     | GT1       | 52 | BMS Scuderia Italia            | Matteo Cressoni Fabio Babini Miguel Ramos                   | Ferrari 5.9L V12            | P     | 160   |
| 13     | GT1       | 67 | MenX Racing                    | Robert Pergl Peter Kox Pedro Lamy                           | Ferrari 550 GTS Maranello   | M     | 158   |
| 13     | GT1       | 67 | MenX Racing                    | Robert Pergl Peter Kox Pedro Lamy                           | Ferrari 5.9L V12            | M     | 158   |
| 14     | GT1       | 61 | Convers Team Cirtek Motorsport | Alexey Vasilyev Christophe Bouchut Darren Turner            | Ferrari 550 GTS Maranello   | M     | 158   |
| 14     | GT1       | 61 | Convers Team Cirtek Motorsport | Alexey Vasilyev Christophe Bouchut Darren Turner            | Ferrari 5.9L V12            | M     | 158   |
| 15     | LMP1      | 18 | Rollcentre Racing              | Harold Primat Bruce Jouanny                                 | Dallara SP1                 | M     | 156   |
| 15     | LMP1      | 18 | Rollcentre Racing              | Harold Primat Bruce Jouanny                                 | Judd GV4 4.0L V10           | M     | 156   |
| 16     | GT2       | 93 | Scuderia Ecosse                | Andrew Kirkaldy Nathan Kinch                                | Ferrari 360 Modena GT       | P     | 156   |
| 16     | GT2       | 93 | Scuderia Ecosse                | Andrew Kirkaldy Nathan Kinch                                | Ferrari 3.6L V8             | P     | 156   |
| 17     | GT2       | 99 | GPC Sport                      | Gabrio Rosa Luca Drudi Jaime Melo                           | Ferrari 360 Modena GT       | P     | 156   |
| 17     | GT2       | 99 | GPC Sport                      | Gabrio Rosa Luca Drudi Jaime Melo                           | Ferrari 3.6L V8             | P     | 156   |
| 18     | GT2       | 83 | Seikel Motorsport              | Horst Felbermayr, Sr. Philip Collin                         | Porsche 911 GT3 RS (996)    | Y     | 153   |
| 18     | GT2       | 83 | Seikel Motorsport              | Horst Felbermayr, Sr. Philip Collin                         | Porsche 3.6L Flat-6         | Y     | 153   |
| 19     | GT2       | 89 | Sebah Automotive               | Lars Erik Nielsen Thorkild Thyrring Pierre Ehret            | Porsche 911 GT3 RSR (996)   | D     | 152   |
| 19     | GT2       | 89 | Sebah Automotive               | Lars Erik Nielsen Thorkild Thyrring Pierre Ehret            | Porsche 3.6L Flat-6         | D     | 152   |
| 20     | LMP2      | 36 | Paul Belmondo Racing           | Claude-Yves Gosselin Karim Ojjeh Vincent Vosse              | Courage C65                 | M     | 151   |
| 20     | LMP2      | 36 | Paul Belmondo Racing           | Claude-Yves Gosselin Karim Ojjeh Vincent Vosse              | Ford (AER) 2.0L Turbo I4    | M     | 151   |
| 21     | LMP1      | 13 | Courage Compétition            | Jean-Marc Gounon Alexander Frei                             | Courage C60 Hybrid          | Y     | 149   |
| 21     | LMP1      | 13 | Courage Compétition            | Jean-Marc Gounon Alexander Frei                             | Judd GV4 4.0L V10           | Y     | 149   |
| 22     | LMP2      | 28 | Ranieri Randaccio              | Ranieri Randaccio Fabio Mancini                             | Tampolli SR2                | D     | 148   |
| 22     | LMP2      | 28 | Ranieri Randaccio              | Ranieri Randaccio Fabio Mancini                             | Nicholson-McLaren 3.3L V8   | D     | 148   |
| 23     | GT1       | 68 | JMB Racing                     | Antoine Gosse Stéphane Daoudi (de) Peter Kutemann (de)      | Ferrari 575 GTC             | P     | 146   |
| 23     | GT1       | 68 | JMB Racing                     | Antoine Gosse Stéphane Daoudi (de) Peter Kutemann (de)      | Ferrari 6.0L V12            | P     | 146   |
| 24     | GT2       | 73 | Ice Pol Racing Team            | Yves Lambert Christian Lefort Markus Palttala               | Porsche 911 GT3 RSR (996)   | D     | 143   |
| 24     | GT2       | 73 | Ice Pol Racing Team            | Yves Lambert Christian Lefort Markus Palttala               | Porsche 3.6L Flat-6         | D     | 143   |
| 25     | GT1       | 57 | Paul Belmondo Racing           | Didier Sommereau Jean-Michel Papolla Stéphane Wasover       | Chrysler Viper GTS-R        | M     | 135   |
| 25     | GT1       | 57 | Paul Belmondo Racing           | Didier Sommereau Jean-Michel Papolla Stéphane Wasover       | Chrysler 8.0L V10           | M     | 135   |
| 26 NC† | GT2       | 95 | Racesport Peninsula TVR        | John Hartshorne Richard Stanton Rick Pearson                | TVR Tuscan T400R            | D     | 146   |
| 26 NC† | GT2       | 95 | Racesport Peninsula TVR        | John Hartshorne Richard Stanton Rick Pearson                | TVR 4.0L I6                 | D     | 146   |
| 27 DNF | GT2       | 85 | Spyker Squadron b.v.           | Jeroen Bleekemolen Donny Crevels                            | Spyker C8 Spyder GT2-R      | D     | 88    |
| 27 DNF | GT2       | 85 | Spyker Squadron b.v.           | Jeroen Bleekemolen Donny Crevels                            | Audi 3.8L V8                | D     | 88    |
| 28 DNF | LMP2      | 37 | Paul Belmondo Racing           | Paul Belmondo Ahmet Cemil Cipa Didier André                 | Courage C65                 | M     | 75    |
| 28 DNF | LMP2      | 37 | Paul Belmondo Racing           | Paul Belmondo Ahmet Cemil Cipa Didier André                 | Ford (AER) 2.0L Turbo I4    | M     | 75    |
| 29 DNF | GT2       | 76 | Autorlando Sport               | Franco Groppi Luigi Moccia Joël Camathias                   | Porsche 911 GT3 RS (996)    | P     | 74    |
| 29 DNF | GT2       | 76 | Autorlando Sport               | Franco Groppi Luigi Moccia Joël Camathias                   | Porsche 3.6L Flat-6         | P     | 74    |
| 30 DNF | LMP2      | 35 | G-Force Racing                 | Frank Hahn Jean-François Leroch Tim Greaves                 | Courage C65                 | D     | 46    |
| 30 DNF | LMP2      | 35 | G-Force Racing                 | Frank Hahn Jean-François Leroch Tim Greaves                 | Judd XV675 3.4L V8          | D     | 46    |
| 31 DNF | LMP2      | 20 | Pir Competition                | Pierre Bruneau Marc Rostan Simon Pullan                     | Pilbeam MP93                | M     | 36    |
| 31 DNF | LMP2      | 20 | Pir Competition                | Pierre Bruneau Marc Rostan Simon Pullan                     | JPX (Mader) 3.4L V6         | M     | 36    |
| 32 DNF | GT2       | 81 | Team LNT                       | Lawrence Tomlinson Jonny Kane Warren Hughes                 | TVR Tuscan T400R            | D     | 32    |
| 32 DNF | GT2       | 81 | Team LNT                       | Lawrence Tomlinson Jonny Kane Warren Hughes                 | TVR 4.0L I6                 | D     | 32    |
| 33 DNF | LMP2      | 26 | Équipe Palmyr                  | Christophe Ricard Philippe Favre (en) Grégory Fargier       | Lucchini SR2000             | ?     | 26    |
| 33 DNF | LMP2      | 26 | Équipe Palmyr                  | Christophe Ricard Philippe Favre (en) Grégory Fargier       | Alfa Romeo 3.0L V6          | ?     | 26    |
| DNS    | GT2       | 82 | Team LNT                       | Marc Hynes Patrick Pearce Tom Kimber-Smith                  | TVR Tuscan T400R            | D     | -     |
| DNS    | GT2       | 82 | Team LNT                       | Marc Hynes Patrick Pearce Tom Kimber-Smith                  | TVR 4.0L I6                 | D     | -     |